# Käthe Riemann

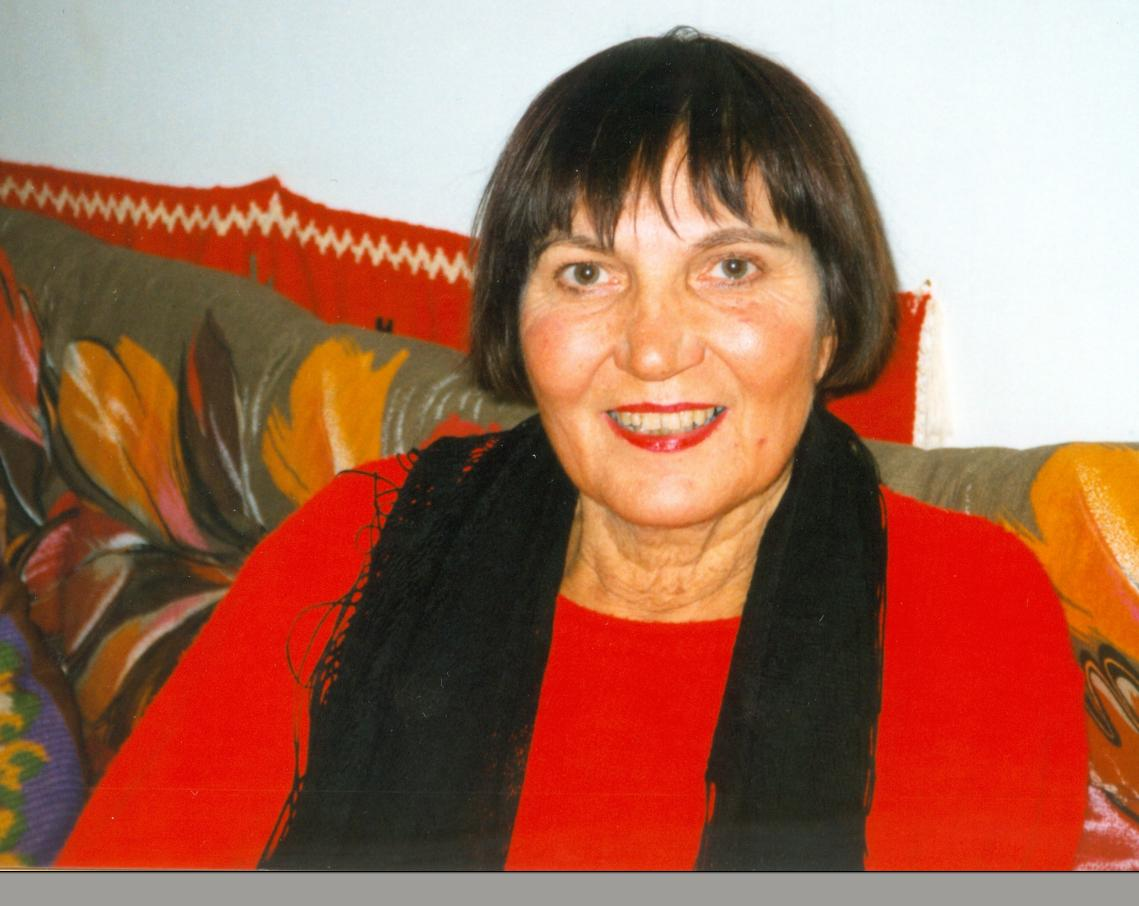
Käthe Riemann

Käthe Ilse Riemann, geborene Hädrich (* 23. Januar 1928 in Nißma, Kreis Zeitz; † 20. Juli 2000 in Berlin) war eine deutsche Dramaturgin und Autorin.

## Leben
Käthe Riemann kam 1928 als Tochter des Maurers Erich Hädrich und der Webereiarbeiterin Fanny Hädrich in Nißma zur Welt. Sie studierte von 1948 bis 1959 Finnougristik, Pädagogik, Psychologie und Theaterwissenschaft in Leipzig und Berlin. Von 1950 bis 1975 war sie mit Tord Hugo Riemann (einem Enkel des Musikwissenschaftlers Hugo Riemann) verheiratet, aus dieser Ehe gingen drei Kinder hervor: Tord Robert, Carmen-Thurid und Raoul Robert. Riemann war von 1963 bis 1990 Dramaturgin für das Fernsehen der DDR. Sie betreute vor allem die von ihr geschaffene Fernsehspiel-Reihe Der Staatsanwalt hat das Wort.

## Filmografie
- 1965–1991: Der Staatsanwalt hat das Wort (TV-Reihe)
- 1981: Polizeiruf 110: Harmloser Anfang (TV-Reihe)